# Anouk Ricard

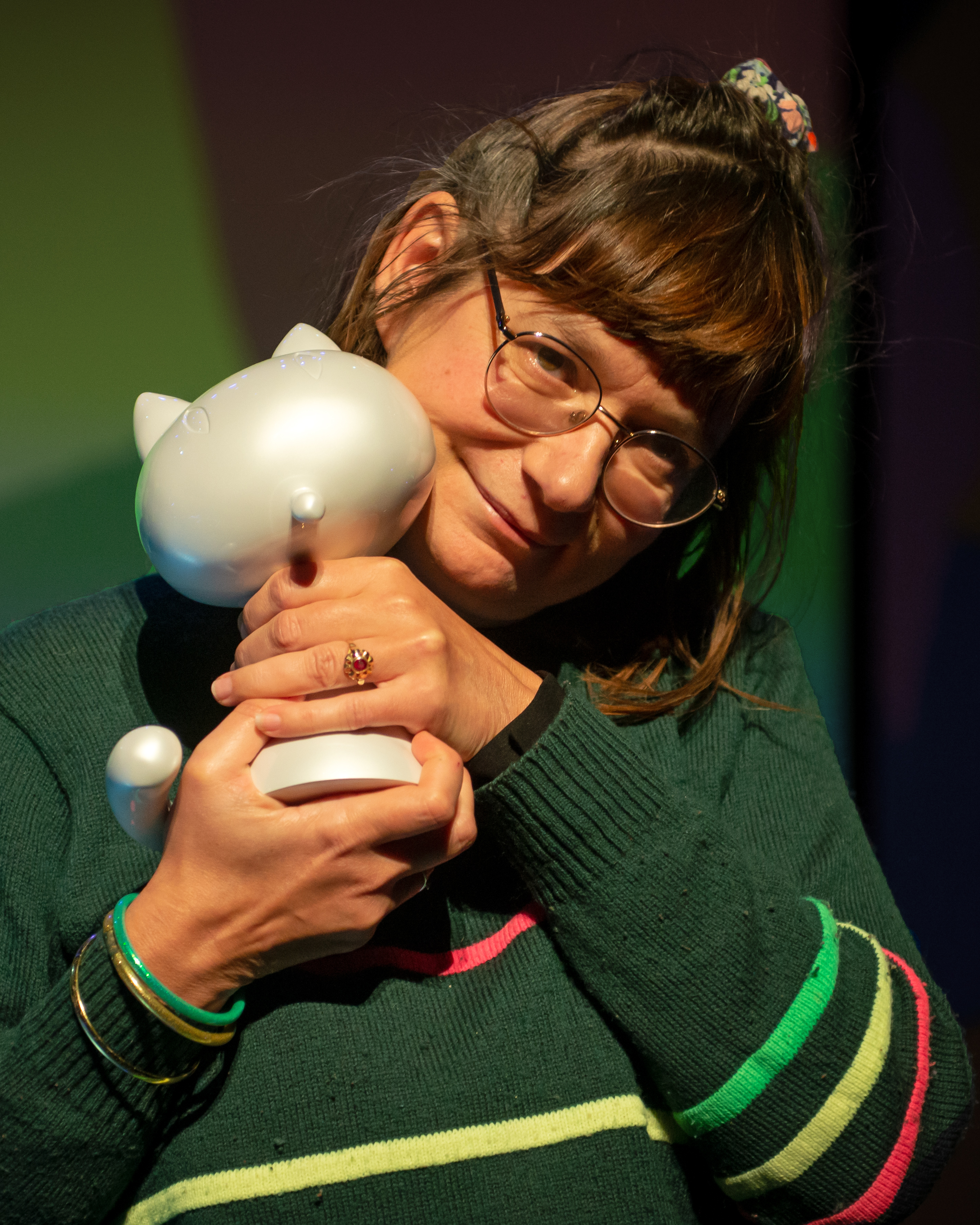
Anouk Ricard mit dem Spezialpreis der Jury beim Comicfestival von Angoulême (2023)

Anouk Ricard (* 28. Dezember 1970 in Istres) ist eine französische Illustratorin, Comicautorin und Animatorin. Hauptsächlich auf dem Gebiet des Bilderbuchs und Comics tätig, verfasste und illustrierte sie über 40 Werke, die teilweise in mehrere Sprachen übersetzt wurden.
Ricards humoristische Arbeiten zeichnen sich durch bunte Farben sowie einen kindlichen, oftmals als „naiv“ bezeichneten Stil aus. Ihre von anthropomorphen Charakteren bevölkerten Kinderbücher und Comics sind dem „Funny Animals“-Genre zuzuordnen.
Für ihr Comic-Debüt Anna und Froga (2004–2012) und die einbändige Abenteuergeschichte Patti et les fourmis (2010) erhielt sie insgesamt drei Nominierungen für den Jugendpreis des Comicfestivals Angoulême. Ihre Arbeitswelt-Satire Coucous Bouzon (2011) wurde mehrfach ausgezeichnet – unter anderem mit dem Prix BD der Libération und dem dBD Award in der Kategorie „Bestes humoristisches Buch“. Für ihr Gesamtwerk erhielt Ricard 2018 den Prix Schlingo und 2025 den Grand Prix de la Ville d’Angoulême.
Die Redaktion der französischen Ausgabe von GQ zählte Ricard zu den „25 lustigsten Französinnen“ 2014.
Nur ein Bruchteil ihres Gesamtwerks erschien bis zum gegenwärtigen Zeitpunkt in deutscher Übersetzung: Einzelne Beiträge wurden in den Comicmagazinen Strapazin und Orang (die Science-Fiction-Persiflage Planet) publiziert, zudem brachte die deutschsprachige Ausgabe der Le Monde Diplomatique einen ganzseitigen Strip mit dem Titel Ducky Coco heraus. Auch in der Anthologie Asterix – Die Hommage (2019) war Anouk Ricard vertreten. Als Alben kamen bislang die ersten zwei Bände von Anna und Froga bei Reprodukt sowie die Comicstrip-Sammlung Die Experten (für alles) (2021) in der Edition Moderne heraus.

## Leben und Wirken
Die aus Südfrankreich stammende Anouk Ricard studierte zwei Jahre an der Kunsthochschule von Aix-en-Provence. An der Straßburger Kunsthochschule (heute Teil der Haute école des arts du Rhin) erwarb sie im Jahre 1995 ihr Illustrationsdiplom. Sie zog nach Marseille und widmete sich vorwiegend der Illustration von Bilderbüchern. Zu ihren ersten Arbeiten zählen das zusammen mit Geneviève Noël geschaffene Kinderbuch Charlotte la marmotte (1999) und das in Kollaboration mit Elsa Devernois entstandene En route, Zoé ! (1999). Ende 1999 entstand unter dem Namen Les Aventures de Pafy, Pouly, Catty, Blatty auch Ricards erstes eigenes Bilderbuch.
Nach ihrer Rückkehr nach Straßburg im Jahr 2004 begann Ricards Arbeit bei Capsule Cosmique, einer für Kinder und Jugendliche geschaffenen Comic-Zeitschrift. In dem vergleichsweise erfolgreichen, aber kurzlebigen und 2006 wieder eingestellten Magazin feierte sie mit Anna und Froga (bzw. Anna et Froga im französischen Original) ihr Comic-Debüt. Ihre von den Alltagserlebnissen eines Mädchens und ihrer vermenschlichten Tierfreunde erzählende Reihe wurde ab 2007 vom Pariser Verlagshaus Sarbacane neu aufgelegt und bis 2012 fortgesetzt. Die Reihe gehört zu den bekanntesten Werken der Autorin und wurde unter anderem ins Spanische, Italienische und Englische übersetzt.
2010 erschien Ricards einbändiger Kindercomic Patti et les fourmis, der wieder eine weibliche Hauptfigur hatte und sich um die Abenteuer eines auf Insektengröße geschrumpften Grundschulmädchens drehte. Mit dem an die Fernsehkrimiserie Derrick angelehnten episodenhaften Comic Commissaire Toumi (2008) und ihrer mehrfach ausgezeichneten Büro-Satire Coucous Bouzon (2011) richtete sich Ricard an ein älteres Publikum.
Weitere Erwachsenen-Comics erschienen in unterschiedlichen Verlagen: 2013 brachte Les Requins Marteaux Ricards Porno-Parodie Planplan culcul heraus. 2012 und 2017 veröffentlichte der Verlag Cornelius die auf echten Pressemeldungen basierenden Comicstrip-Sammelbände der Reihe Faits divers.
In Zusammenarbeit mit dem französischen Autor Christophe Nicolas entstanden 2017 und 2018 vier Kinderbücher: Princesse caca, Coco bagarre, Mimi commande und Ouin-ouin chagrin.
Es folgten außerdem Kollaborationen mit dem Künstler und Illustrator Étienne Chaize sowie die per Crowdfunding finanzierten Comicbuchprojekte Anouk Ricard.jpg (2019) und Animan (2022). Als Animatorin beteiligte sich Ricard beispielsweise 2006 an einer Episode der auf M6 ausgestrahlten Fernsehsendung Avez-vous déjà vu..? und der mehrteiligen Hip-Hop-Dokumentation Lost in California aus dem Jahre 2022.
Die Autorin lebt gegenwärtig in Lyon und hat einen Hund namens Pedro. Mit ihrem Ehemann, dem Berufsmusiker Franceso Rees, komponierte sie zwischenzeitlich unter dem Namen Frouky auch elektronische, französischsprachige Lieder.

## Vorbilder und Einfluss
Während des Brooklyn Comics and Graphics Festivals in New York wurde Ricard 2012 zu ihren eigenen Vorbildern befragt: Neben ihrer Verehrung für die Peanuts von Charles M. Schulz bezeichnete die Comiczeichnerin Quinos Malfalda und die deutsch-japanische Zeichentrick-Fernsehserie Die Biene Maja als Inspiration. Als weitere Einflüsse nannte sie auch Klassiker des frankobelgischen Comics wie Asterix, Lucky Luke, Albert Enzian und die Schlümpfe.
Im Hinblick auf ihren eigenen Humor nannte sie Daniel Goossens und die Werke des absurdistischen Comicautors Pierre La Police als Vorbilder. Zu ihren beliebtesten jüngeren Autoren zählte sie beispielsweise den australischen Comickünstler Simon Hanselmann und Antoine Marchalot.
Anouks Arbeiten hatten wiederum Einfluss auf andere Kunst- und Kulturschaffende: Anlässlich der Veröffentlichung seines Comics Die Vögel - fliegen hoch! meinte Tocotronic-Schlagzeuger Arne Zank, „bei den Kinderbüchern ist Anouk Ricard das Schönste, was ich je gesehen habe“.
Der belgische Illustrator Léo Gillet und die französische Kreativschaffende Jenny Lelong bezeichneten Anouk Ricard als Inspiration. Nando von Arb, seines Zeichens Illustrator und Autor der Graphic Novel Drei Väter, gab in einem Interview an, Comics von Ricard zu lesen. Auch der französische Kinderbuch-Autor Marc Boutavant bezeichnete die Autorin als Einfluss für seine eigenen Werke.

## Auszeichnungen

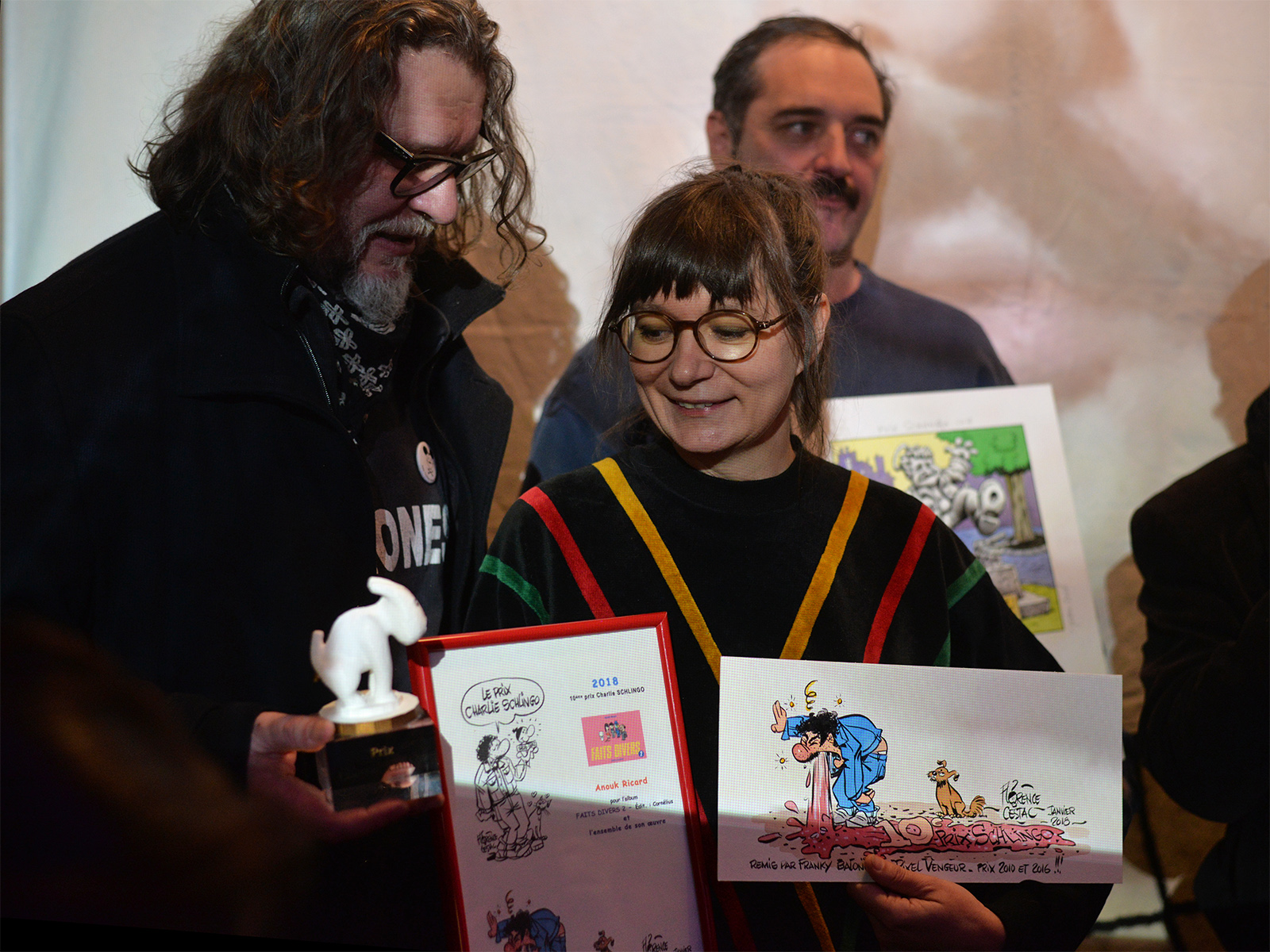
Verleihung des Prix Schlingo an Ricard für ihr Comicbuch Fait Divers 2 und ihr Gesamtwerk (2018)

Anna et Froga: Tu veux un chwingue ? (zu Deutsch Anna und Froga: Kaugummi?), der erste Band ihrer Kindercomic-Reihe, wurde 2008 auf dem Internationalen Comicfestival von Angoulême von einer Jury aus Kindern und Jugendlichen zwischen neun und 14 Jahren für den Jugendpreis des Festivals nominiert. Im Folgejahr erhielt auch der zweite Band diese Nominierung.
Mit Patti et les fourmis kam Ricard 2011 erneut auf diese Auswahlliste. 2012 wurde Coucous Bouzon für den Prix du meilleur album (zu Deutsch Preis für das beste Album), die „Königskategorie“ des Angoulême-Festivals, nominiert. Coucous Bouzon wurde 2012 mit dem Prix BD, dem Publikumspreis der französischen Tageszeitung Libération, prämiert. Weiterhin erhielt der Band den in Zusammenarbeit des Comicfestivals von Angoulême und dem Französischen Institut von Krakau organisierten Sonderpreis „Le choix polonais“ (zu Deutsch „Die polnische Wahl“).
Für ihre Comicstrip-Sammlung Faits divers 2 im Speziellen und ihr Gesamtwerk im Allgemeinen wurde die Autorin 2018 mit dem Prix Schlingo ausgezeichnet.
Im Jahr 2023 erhielt Ricard beim Comicfestival von Angoulême den Spezialpreis der Jury für ihren Einzelband Animan. Zwei Jahre später erhielt Ricard den Grand prix de la ville d'Angoulême, den großen Preis der Stadt Angoulême für ihr Gesamtwerk. Zu den weiteren Nominierten zählten die französische Karikaturistin und Comickünstlerin Catherine Meurisse und die US-amerikanische Comicautorin Alison Bechdel.

## Werke

### Comicbücher

#### „Anna und Froga“
- Anna et Froga : Tu veux un chwingue ?, Sarbacane, Oktober 2007
  - Anna und Froga: Kaugummi?, Reprodukt, November 2015 (Dt. Ausgabe)
- Anna et Froga : Qu'est-ce qu'on fait maintenant ?, Sarbacane, Mai 2008
  - Anna und Froga: Und was jetzt?, Reprodukt, März 2016 (Dt. Ausgabe)
- Anna et Froga : Frissons, fraises et chips, Sarbacane, Mai 2009
- Anna et Froga : Top niveau, Sarbacane, Oktober 2010
- Anna et Froga : En vadrouille, Sarbacane, April 2012
- Anna et Froga :  L'intégrale !, Sarbacane, Oktober 2014 (Sammelband)

#### „Fait Divers“
- Faits divers, Cornelius, September 2012
- Faits divers 2, Cornelius, Oktober 2017

#### „Les Expertes (en tout)“
- Les Experts (en tout), Casterman, Januar 2015
- Les Experts (en tout): Tome 2, Casterman, Januar 2018
  - Die Experten (für alles), Edition Moderne, Oktober 2021 (unvollständige dt. Sammelausgabe)

#### Einzelbände
- Commissaire Toumi, Sarbacane, Oktober 2008
- Patti et les fourmis, Gallimard Jeunesse, Januar 2010
- Coucous Bouzon, Gallimard Jeunesse, September 2011
- Planplan culcul, Les Requins Marteaux, November 2013
- Anouk_Ricard.jpg, L’Articho, November 2019
- Boule de feu (mit Étienne Chaize), Éditions 2024, Juni 2021
- Animan, Exemplaire Editions, September 2022
- Ducky Coco, Éditions 2024, Februar 2024

### Bilderbücher (Auswahl)
- Charlotte la marmotte (mit Geneviève Noël), Nathan Jeunesse, Februar 1999
- En route, Zoé ! (mit Elsa Devernois), Epigones, März 1999
- Le Zoo de Zoé (mit Elsa Devernois), Epigones, Oktober 1999
- Les Aventures de Pafy, Pouly, Catty, Blatty, Editions du Rouergue, September 1999
- Comme un grand, Editions du Rouergue, November 2010
- Dame Tartine, Editions Milan, September 2010
- Dansons la capucine, Casterman, April 2012
- Princesse caca (mit Christophe Nicolas), Les Fourmis Rouges, April 2017
- Coco bagarre (mit Christophe Nicolas), Les Fourmis Rouges, April 2017
- Ouin-Ouin chagrin (mit Christophe Nicolas), Les Fourmis Rouges, Mai 2018
- Mimi commande (mit Christophe Nicolas), Les Fourmis Rouges, Mai 2018